# Erik Husted
Erik Husted (3. siječnja 1900. — 10. srpnja 1988.) je bivši danski hokejaš na travi.
Stariji je brat danskog hokejaškog reprezentativca Otta Husteda.
Osvojio je srebrno odličje na hokejaškom turniru na Olimpijskim igrama 1920. u Antwerpenu (Anversu) igrajući za Dansku. 
Sudjelovao je i na olimpijadi 1928. u Amsterdamu, gdje je igrao za Dansku.
1928. je igrao na svim četirima utakmicama na mjestu napadača i postigao je jedan pogodak. Danska je u ukupnom poretku dijelila 5. – 9. mjesto.

## Vanjske poveznice
- Profil na Sports Reference.com  Arhivirana inačica izvorne stranice od 19. svibnja 2011. (Wayback Machine)